# Joel Aguilar

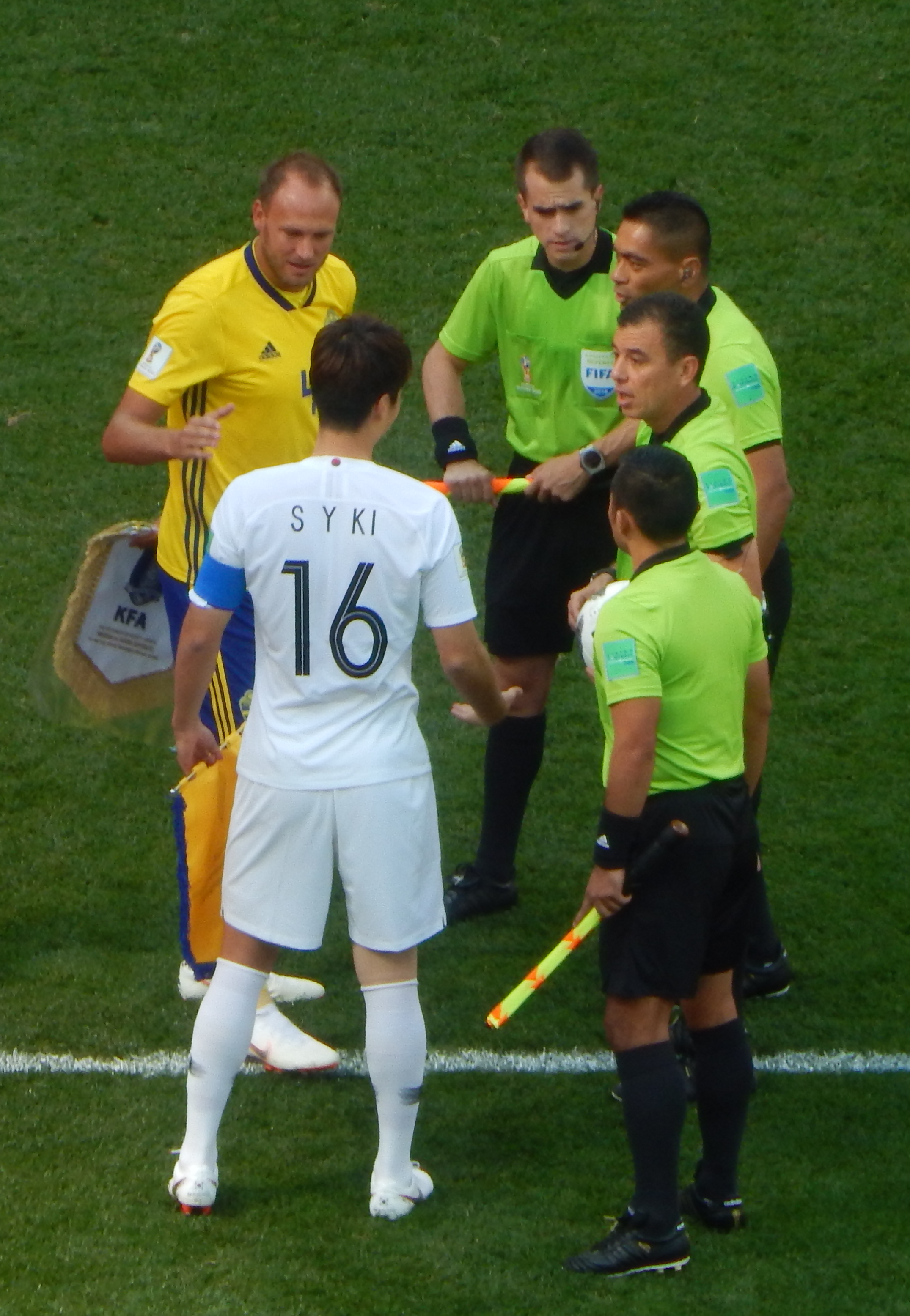
Joel Aguilar bei der WM 2018

Joel Antonio Aguilar Chicas (* 2. Juli 1975) ist ein salvadorianischer Fußballschiedsrichter. Er ist seit 2001 FIFA-Schiedsrichter und wurde zwischen 2007 und 2018 für nahezu alle großen internationalen Turniere nominiert.

## Werdegang
Aguilar wurde als Schiedsrichter für die Junioren-Fußballweltmeisterschaft 2007 in Kanada ausgewählt, wo er am 30. Juni 2007 das Spiel zwischen den USA und Südkorea, am 5. Juli 2007 zwischen Neuseeland und Gambia und am 8. Juli 2007 zwischen Österreich und Chile leitete.
Er wurde als Schiedsrichter für die Fußball-Weltmeisterschaft 2010 ausgewählt. Seine Teilnahme war zweifelhaft, da El Salvador von der FIFA wegen Einmischung der Regierung in den Fußball suspendiert wurde. Er leitete bei der Weltmeisterschaft kein Spiel.
Auch für die Fußball-Weltmeisterschaft 2014 wurde Aguilar zusammen mit William Torres und Juan Zumba als Schiedsrichter nominiert. Er leitete zwei Spiele der Gruppenphase.
Aguilar lebt in San Salvador.

## Einsätze bei Turnieren

### Einsätze bei der Fußball-Weltmeisterschaft 2014
| Phase        | Datum         | Spielort       | Heimmannschaft | Gastmannschaft          | Ergebnis  |
| ------------ | ------------- | -------------- | -------------- | ----------------------- | --------- |
| Gruppenphase | 15. Juni 2014 | Rio de Janeiro | Argentinien    | Bosnien und Herzegowina | 2:1 (1:0) |
| Gruppenphase | 20. Juni 2014 | Natal          | Japan          | Griechenland            | 0:0       |

### Einsätze bei der Fußball-Weltmeisterschaft 2018
| Phase        | Datum         | Spielort         | Heimmannschaft | Gastmannschaft | Ergebnis  |
| ------------ | ------------- | ---------------- | -------------- | -------------- | --------- |
| Gruppenphase | 18. Juni 2018 | Nischni Nowgorod | Schweden       | Südkorea       | 1:0 (0:0) |